# 湧別村
湧別村（ゆうべつむら）は、かつて北海道紋別郡に存在した村である。

## 沿革
- 1906年（明治39年）4月1日 - 北海道二級町村制施行により紋別郡湧別村が村制施行し、湧別村が発足。
- 1910年（明治43年）4月1日 - 村域の一部を分離して上湧別村を設置し、残りの村域は下湧別村と改称して消滅。